# Hademar Bankhofer (Autor)
Hademar Bankhofer (* 13. Mai 1941 in Klosterneuburg, Niederösterreich) ist ein österreichischer Journalist mit Schwerpunkt auf Gesundheitsthemen. Er moderiert TV-Sendungen und ist Autor zahlreicher Bücher. Darüber hinaus schreibt Bankhofer zahlreiche Glossen zu Gesundheitsthemen in diversen deutschsprachigen Zeitungen und Magazinen und hat zahlreiche Auftritte als Experte in deutschen und österreichischen Radio- und TV-Sendern.
Der österreichische Medizinjournalist, der sich selbst als „Mr. Gesundheit“ bezeichnet, wurde vor allem durch seine Auftritte in Magazin-Sendungen verschiedener deutschsprachiger Sender bekannt. Ein Teil dieser Verträge wurde von den Sendern gekündigt, nachdem Gerüchte aufgekommen waren, dass Bankhofer Schleichwerbung für Pharmaprodukte betrieben hätte. Er schreibt regelmäßig Kolumnen in verschiedenen Zeitungen. Bankhofers Methodik, insbesondere sein Umgang mit wissenschaftlichen Studien und sein journalistisches Verhaltensethos, ist seit dem Skandal um mögliche Schleichwerbung für Produkte der Klosterfrau Healthcare Group umstritten.

## Werdegang
Hademar Bankhofer wurde am 13. Mai 1941 in Klosterneuburg geboren. Er studierte von 1959 bis 1964 an der Universität Wien Rechtswissenschaften, Psychologie, Philosophie und Publizistik, ohne diese Studien abzuschließen. Er war Reporter bei verschiedenen Wochen- und Tageszeitungen sowie stellvertretender Chefredakteur einer Wiener Wochenzeitung. Ab 1964 befasste er sich zunächst mit parapsychologischen Phänomenen und schrieb für den Zauberkreis Verlag unter dem Sammelpseudonym Henry Ghost Horrorheftromane.
Seit 1976 ist Hademar Bankhofer freier Schriftsteller sowie Hörfunk- und Drehbuchautor, beides vorwiegend im Rahmen seiner Arbeit als Medizinjournalist. Außerdem ist er Präsentator regelmäßiger Fernsehsendungen zum Thema Gesundheit und Serienautor für große österreichische und deutsche Tages- und Wochenzeitungen. Bankhofer begann Anfang 1985 auf Einladung von Walter Schiejok eine Gesundheitsleiste in der Sendereihe WIR.
Noch während des Studiums der Zeitungswissenschaften sammelte er Rezepte, die er 1972 unter dem Titel Hexenschuß & Heiserkeit publizierte. Den ersten Bestseller landete Bankhofer gemeinsam mit Ferry Dusika mit dem Buch Dicke essen zuwenig. Dusika, ein ehemaliger Radsportler und Gesundheitsexperte im Seniorenklub, wurde zu Bankhofers Mentor. Durch ihn begann Bankhofer, sich mit Ernährung zu beschäftigen. In den folgenden Jahren war er Mitarbeiter der Gesellschaft für medizinische Vitamin- und Mineralstoff-Forschung in München und der Deutschen Gesellschaft für Kommunikations-Forschung in Köln. Beide Gesellschaften treten nicht mehr in Erscheinung. Gleiches gilt für die Deutsche Gesellschaft für risikofreie Medizin in Oldenburg, bei der Bankhofer Vorstandsmitglied war.
Bankhofer gibt regelmäßig Bücher zu Gesundheitsthemen heraus und hat Kolumnen in verschiedenen deutschen und österreichischen Zeitungen und Zeitschriften.
Seit dem Jahr 2009 unterstützt er die Bemühungen des französischen Küchengerätekonzerns SEB, im Rahmen einer Marketingkampagne namens Gesund genießen verstärkt elektrische Haushaltskleingeräte zu vermarkten.

## Fernsehsendungen
Bankhofer moderierte verschiedene TV-Sendungen zum Thema Gesundheit auf den deutschen Sendern Deutsches Anlegerfernsehen („Bankhofer fit & vital“) und Bibel-TV (zwei Sendungen: „Alte Hausmittel - moderne Naturarzneien“ und „Gesundheit aus der Natur“) und im österreichischen Fernsehen auf SchauTV („Einfach Bankhofer“). Davor präsentierte er von 2006 bis 2009 jeden Donnerstag die gesponserte Gesundheitssendung Die gesunde halbe Stunde im kommerziellen ORF-Spartenkanal TW1 und das Familienmagazin Einfach Bankhofer auf Austria 9. Im hr-fernsehen moderierte er Das Große Gesundheitsquiz. Er ist Gast in diversen Fernsehdiskussionsrunden im deutschen und österreichischen Fernsehen und tritt in Talk-Shows als Experte für Gesundheitsthemen auf.
Im ORF-Hörfunk hatte Bankhofer eine regelmäßige Rubrik auf Radio Wien mit angeschlossenem Podcast und eine weitere auf Radio Grün Weiss.

## Öffentliche Wahrnehmung
Kritiker meinten vor allem anfangs und nach der Verleihung des österreichischen Berufstitels „Professor“ im Jahr 1991, dass Bankhofer von einer breiten Öffentlichkeit nicht als Medizinjournalist, sondern selbst als Wissenschaftler und Arzt gesehen werde. In diesem Zusammenhang war vor allem in der Anfangszeit von manchen Ärzten der Präsentationsstil der Gesundheitstipps Bankhofers kritisiert worden, da dieser die Untersuchungen „untypisch salopp und volkstümlich“ präsentiere. Befürworter sahen darin eine Chance, den „normalen Patienten“ verstärkt anzusprechen.
Durch Abneigung gegen Krawatten wurden Halstücher zum Sakko zu seinem Markenzeichen.

## Methodik und Nähe zu Unternehmen
Die generelle Methodik Bankhofers im Umgang mit wissenschaftlichen Studien wurde aus akademischen Kreisen wiederholt ebenso kritisiert wie sein journalistischer Verhaltensethos und seine Sorgfaltspflicht in Bezug auf Quellen. Wissenschaftler wie z. B. Gerd Antes, Leiter des Deutschen Cochrane-Zentrums in Freiburg, vertreten unter anderem die Auffassung, Bankhofer berichte über fragwürdige wissenschaftliche Erkenntnisse und verhelfe diesen hierdurch zu Popularität.
Im Jahr 2000 führte Bankhofer als Lehrbeauftragter am Institut für Medien- und Kommunikationswissenschaften der Universität Leipzig ein Seminar mit dem Titel „Öffentlichkeitsarbeit und Journalismus am Beispiel medizinische Kommunikation in den Massenmedien“ durch.
Bis 2008 trat Bankhofer regelmäßig als „Gesundheitsexperte“ im ARD-Morgenmagazin auf. Am 24. Juli 2008 beendete der WDR, der das Format produziert, die Zusammenarbeit mit Bankhofer mit sofortiger Wirkung, da er einen bestehenden Beratervertrag mit dem Konzern Klosterfrau Healthcare Group verschwiegen und auf Nachfrage widersprüchlich geantwortet habe. Auf ARD-Webseiten empfahl Bankhofer wiederholt die Klostermelisse (eine Wortmarke der Klosterfrau-Gruppe) und das Klosterfrau Gesundheitsbuch, wobei diese Seiten (vgl. Zitronenmelisse) zwischenzeitlich vom Netz genommen wurden. Das Deutsche Cochrane-Zentrum hatte die ARD bereits 2004 in einer E-Mail darauf hingewiesen, dass massive Zweifel an der Seriosität der Empfehlungen Bankhofers bestehen würden. Ein ausführlicher Brief im Jahr 2006 hatte jedoch in der Folge zu keinen Veränderungen geführt.
Zwischen 2006 und 2008 empfahl Bankhofer in einer Gesundheitskolumne der Fernsehzeitschrift rtv wiederholt Wirkstoffe so präzise, dass Apotheker bei Vorlage der entsprechenden Ausschnitte in 16 Fällen zwangsläufig zu Klosterfrau-Produkten raten mussten. Das Gleiche traf in den Folgejahren in mehreren Fällen auf von ihm empfohlene spezifische Wirkstoffkombinationen zu, die ebenfalls zu Produkten aus Unternehmen der Klosterfrau-Gruppe führten. Vertreter der Verbraucherzentrale NRW konstatierten in Zusammenhang mit der rtv-Kolumne einen „verschleiernden Werbecharakter“.
Im Mai 2009 veröffentlichte Bankhofer zusammen mit dem Moderator des Morgenmagazins Peter Großmann das Buch Naturdoping.
Das NDR-Medienmagazin Zapp berichtete am 1. Juli 2009, dass Bankhofer in Reaktion auf eine breite Berichterstattung in den deutschen Medien auf seiner Website www.gesundheitswelten.com ein „Grußwort“ an deutsche Journalisten hinterlassen habe. Unter „Das müssen Sie hören“ wurde ein Radiointerview mit ihm angekündigt, in dem er auch „über die Rufschädigung […] durch ‚Arschlöcher‘ in Deutschland“ sprechen werde. In dem Interview behauptete Bankhofer, Opfer einer „hundsgemeinen Intrige“ geworden zu sein, die über drei Jahre vorbereitet worden sei. Nach Aussage Bankhofers habe man drei Jahre lang „im Morgenmagazin daran gebastelt ihn wegzubekommen“. Der eigentliche Grund sei, dass er in der Sendung zu viele Naturtipps gegeben und die Leute zur Selbstmedikation „verführt“ haben soll. Bankhofer erklärte in dem Interview, seine Verträge mit Klosterfrau seien in den deutschen Printmedien schon lange bekannt gewesen, und er beklagte sich, dass man sich „ohne jede Unschuldsvermutung sofort von ihm getrennt habe“. Bezüglich der verantwortlichen Entscheidungsträger beim WDR habe er in diesem Zusammenhang erstmals erkannt, wie viele „rückgratlose Feiglinge und Arschlöcher“ es gäbe. Er zitierte in diesem Zusammenhang Hans R. Beierlein mit der Aussage: „Die Fachleute, die Experten werden immer weniger, die Arschlöcher vermehren sich wie die Karnickel.“ Bis zu diesem Zeitpunkt war Bankhofer zwölf Jahre lang unbeanstandet mit seinem Sendungskonzept im ARD-Morgenmagazin präsent gewesen. Bankhofer stellte in der Sendung weiterhin die Behauptung auf, einige seiner Kritiker im Internet seien „sogar bezahlt“ worden. Er reduzierte die Kritik auf die Tatsache, er habe in einem Studio-Kräutergarten gestanden und den Begriff Klostermelisse verwendet. Diesen hätten bereits Theodor Fontane und Hildegard von Bingen verwendet. Zu seinen weiteren zahlreichen medialen Bezügen zu Produkten aus der Klosterfraugruppe oder anderen mit ihm vertraglich verbundenen Unternehmen äußerte er sich nicht.
Die Süddeutsche Zeitung fasste den Vorgang wie folgt zusammen:

„Der ganze Vorgang […] zeigt, wie die geschickte Ausnutzung eines Medien-Hypes sowie die regelmäßige Huldigung durch die Größen der Talkshow-Szene auch bei seriösen Redaktionen zu kollektiver Kritiklosigkeit und Schlafmützigkeit führen.“

Im Januar 2011 wurde bekannt, dass die Kommission für Zulassung und Aufsicht feststellte, dass der religiöse Fernsehsender BibelTV in zwei im September 2010 ausgestrahlten Sendungen seines von Bankhofer moderierten Formats „Der gesunde Weg“ Schleichwerbung betrieb. Die Kommission erklärte hierzu:

„…In dem Gesundheitsmagazin kamen u. a. Experten zu Wort, die über den Nutzen von bestimmten Produkten bzw. Wirkstoffen sprachen, von deren Verkauf sie wirtschaftlich profitieren. Die Zuschauer wurden über diese Zusammenhänge im Unklaren gelassen. Die Produkte waren jeweils mehrfach und deutlich erkennbar im Bild zu sehen.“

Die in der BibelTV-Sendung ausgestrahlten Interviews wurden ursprünglich für die Sendung „Einfach Bankhofer“ des Privatsenders Austria 9 TV produziert. Im gleichen Monat strahlte der Sender eine Sendung zu Infrarotkabinen aus, in der ausschließlich Modelle des Unternehmens Physiotherm vorgestellt wurden. Bankhofer ist in den Marketingauftritt dieses Unternehmens direkt eingebunden. Neben einer stark exponierten Position auf der Startseite des entsprechenden Internetauftritts bietet das Unternehmen unter den Bezeichnungen Bankhofer-Special Edition (Modelle Bankhofer I und Bankhofer II deluxe) zwei Sondermodelle an.

## Sonstige Aktivitäten
Bankhofer ist als c/o TV-Gesundheitsexperte Mitglied des Österreichischen Werberates. Dessen Präsident Michael Straberger erklärte im Januar 2011 in einem Interview des Der Standard auf Frage nach den mutmaßlichen Schleichwerbungsaktivitäten Bankhofers, er habe mit ihm „noch nicht geredet“.

## Familie
1968 heiratete Bankhofer Lieselotte „Lizzy“ Fürst. Er ist Vater eines Sohnes und Großvater von vier Enkelkindern. Der 1971 geborene Sohn Hademar Harald Bankhofer jr. ist der in Österreich bekannte Radiomoderator Hadschi Bankhofer.

## Auszeichnungen
- 1976: Kulturpreis der Stadt Klosterneuburg
- 1983: Großer deutsche Künzle-Preis
- 1989: Goldenes Ehrenzeichen des Landes Wien
- 1991: Berufstitel Professor vom Bundesministerium für Wissenschaft Österreich als Anerkennung für seine Arbeit auf dem Gebiet der Medizin und Gesundheitsvorsorge
- 1997: Ehrenmedaille für Wissenschaft & Kunst der Albert-Schweitzer-Gesellschaft
- 1997: Euro Crystall Globe
- 1998: Goldene Verdienstmedaille des Kneipp-Bundes
- 2007: Großes Ehrenzeichen des Landes Kärnten

## Werke
- Gespenster, Geister, Aberglaube. Hestia, ISBN 3-7770-0122-9 (NA 1976, Zauberkreis-Verlag).
- Als Henry Ghost (Sammelpseudonym): Occu. Zauberkreis-Verlag, Romanheftserie.
- 50 einfache Dinge, die Sie über Ihre Gesundheit wissen sollten. Westend, 2006, ISBN 3-938060-12-3.
- Hexenschuß & Heiserkeit. Delphin, 1981, ISBN 3-404-66061-7.
- Verwirrung auf Burg Gruselstein, Jugendbuch, 1983.
- Sanfte Medizin: 1.000 Hausmittel für Ihre Gesundheit! Kneipp-Verlag, Leoben/Stuttgart 2000, ISBN 3-900696-45-4.
- Die 500 besten Vital Tipps. Kneipp-Verlag, Leoben/Stuttgart 2001, ISBN 3-900696-31-4.
- Gesundheit aus dem Kochtopf: Tipps und Tricks der Vollwertkost. Kneipp-Verlag, Leoben/Wien/Stuttgart 1998, ISBN 3-900696-98-5.
- Lebenselixier Lecithin. Kneipp-Verlag, Leoben/Wien/Stuttgart 1997, ISBN 3-901794-05-0.
- Gesunde Beine – schöne Beine. Kneipp-Verlag, Leoben/Stuttgart 2000, ISBN 3-901794-36-0.
- Gesund & fit in den Urlaub. Kneipp-Verlag, Leoben/Stuttgart 2001, ISBN 3-901794-94-8.
- Mit Martin Hörning und Jens Meyer-Wegener: Die 7 Powerpflanzen für die Frau. Südwest, 2005, ISBN 3-517-06886-1.
- Meine 1000 besten Gesundheitstipps von A bis Z. Bassermann, 2005, ISBN 3-8094-1832-3.
- Mein Rat bei lästigen Beschwerden. Südwest, 2005, ISBN 3-517-06884-5.
- Das Glück, gesund zu bleiben, Mosaik bei Goldmann 2005, ISBN 3-442-16662-4.
- Das große Gesundheitsbuch für das ganze Jahr. Reihe Mosaik bei Goldmann, 2004, ISBN 3-442-16588-1.
- Gesund & fit mit Tiefkühlkost. Kneipp-Verlag, Leoben 2004, ISBN 3-7088-0025-7.
- Fettarm genießen, gesund leben. Kneipp-Verlag, Leoben 2007, ISBN 3-7088-0422-8.
- NADH – Der lebensnotwendige Zellwirkstoff Coenzym 1. 2012, ISBN 3-9503217-0-5.
- Professor Bankhofers Natur-Apotheke, 2015, ISBN 3-8094-3447-7.
- Meine besten Wohlfühl-Rezepte: Bewährte Hausmittel aus der Natur. 2017, ISBN 3-8094-3808-1.
- Meine besten Tipps bei Beschwerden, über die man nicht spricht. 2018, ISBN 978-3-8094-3858-8.